# Massa Marittima
Massa Marittima is een gemeente in de Italiaanse provincie Grosseto (regio Toscane) en telt 8836 inwoners (31-12-2004). De oppervlakte bedraagt 283,5 km², de bevolkingsdichtheid is 31 inwoners per km². De volgende frazioni maken deel uit van de gemeente: Niccioleta, Ghirlanda, Prata, Tatti, Valpiana. Massa Marittima ligt in de bergachtige streek van de Colline Metallifere. Er zijn minerale bronnen, ijzer-, kwik-, ligniet en kopermijnen. 
In Massa Marittima bevindt zich het Orgelmuseum Santa Cecilia in het klooster van San Pietro all'Orto.

## Demografie
Massa Marittima telt ongeveer 4016 huishoudens. Het aantal inwoners daalde in de periode 1991-2001 met 7,4% volgens cijfers uit de tienjaarlijkse volkstellingen van ISTAT.
| Jaar | Inwoneraantal |
| ---- | ------------- |
| 1991 | 9518          |
| 2001 | 8818          |
| 2004 | 8836          |
| 2011 | 8614          |
| 2016 | 8331          |
| 2017 | 8286          |
| 2019 | 8297          |

## Geografie
De gemeente ligt op ongeveer 380 meter boven zeeniveau.
Massa Marittima grenst aan de volgende gemeenten: Follonica, Gavorrano, Monterotondo Marittimo, Montieri, Roccastrada, Scarlino, Suvereto (LI).

## Geboren
- Bernardinus van Siena (1380-1444)
- Alessandro Ciompi (1985), autocoureur